# Orešje, Šmarješke Toplice
Orešje je naselje v Občini Šmarješke Toplice.